# BF Goodrich
La BF Goodrich è un'azienda statunitense produttrice di pneumatici, appartenente al gruppo Michelin dal 1988.

## Storia
L'azienda viene creata nel 1870 da Benjamin Franklin Goodrich. Nei primi anni produce solo pneumatici per auto, è la prima azienda che comincia a produrli nel Nord America, e poi anche per aerei. 

## Sport

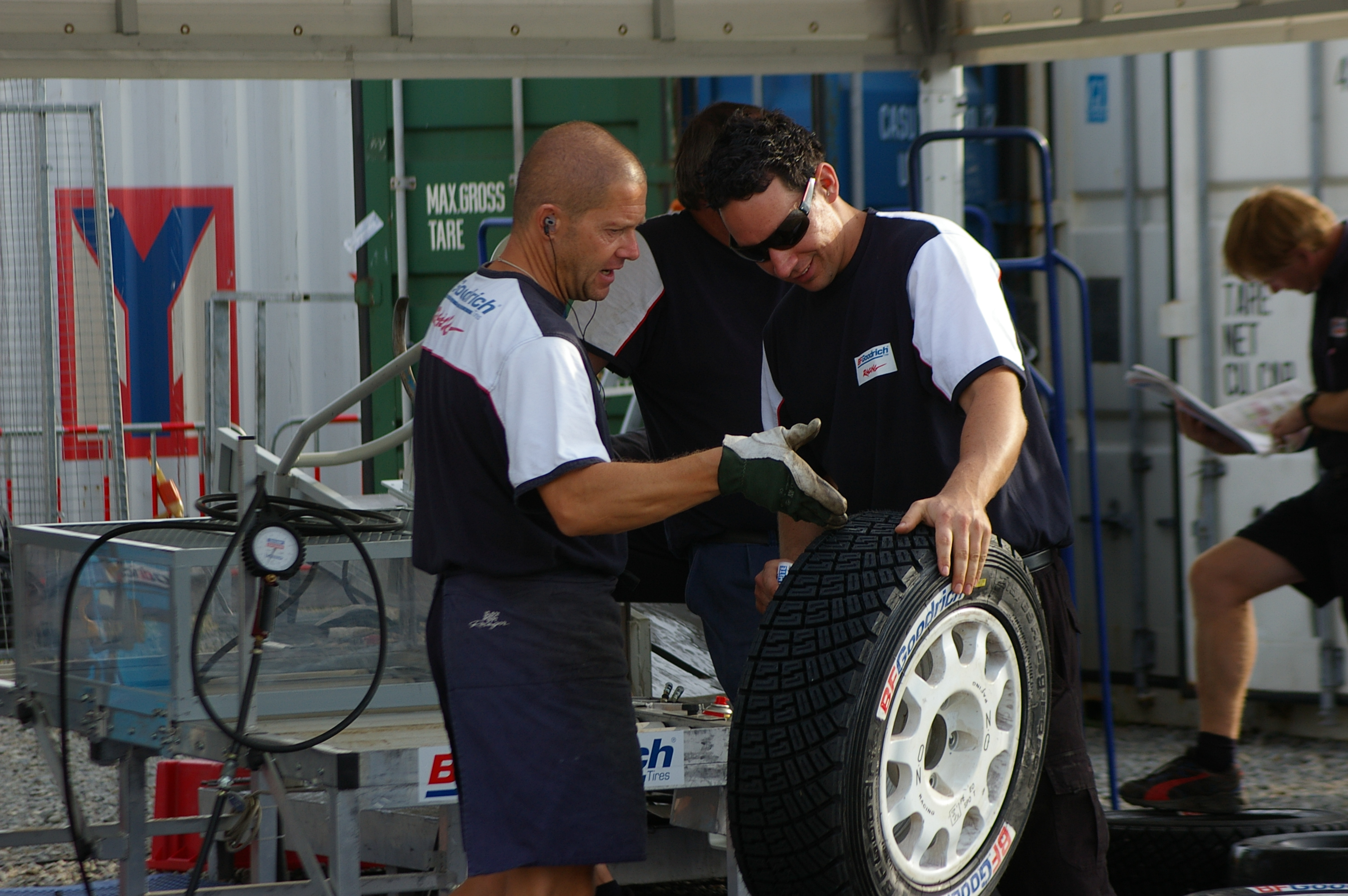
Due tecnici della BF Goodrich

Durante la storia di questa azienda ci sono molti successi sportivi, più che altro legati al rally. Durante i suoi primi anni partecipa a molte gare americane specialmente alla 500 km di Indianapolis in cui vince per due anni di seguito (1914, 1915) e la gara di rally statunitense Baja 1000 (1972). Oggi in Europa è il fornitore ufficiale Intercontinental Rally Challenge e della World Rally Car. Tra il 2002 e il 2007 macchine equipaggiate BF Goodrich hanno vinto la famosissima gara di rally Parigi-Dakar.